# MP/M
MP/M (Multi-Programming Monitor Control Program) (višeprogramski nadzorni upravljački program) je višekorisnička inačica operacijskog sustava CP/M, kojeg je razvio razvojni tehničar Tom Rolander 1979. godine kao zaposlenik tvrtke Digital Research MP-M je dozvoljavao više od jednog korisnika pristup jednom računalu, i svaki korisnik je imao svoj terminal.
MP/M je bio prilično napredan operacijski sustav za mikroračunala u svoje vrijeme, i imao je mnoge odlike modernih operacijskih sistema kao: jezgru s prioritetnim raspoređivanje višezadaćnosti sa zaštitom memorije, istodobne čitanje i pisanje na ulazno izlaznim jedinicama, te podršku namotavanje zadataka programa ili ispisivanje na pisaću (eng. spooling) te čekanja u redu (eng. queuing). MP/M je dozvoljavao svakom korisniku da pokrene više programa, i prebacivanje između njih. Sva ova svojstva bila su moguća sa samo 32Kb glavne memorije na računalima zasnovano na mikroprocesorima Intel 8080 i Zilog Z80.